# Somewhere Out in Space
Somewhere Out in Space — альбом немецкой пауэр-метал группы Gamma Ray. Он был выпущен 25 августа 1997 года и является пятым студийным альбомом группы. Продолжая традицию предыдущих четырёх альбомов, он содержал ещё один отличающийся состав, но также стал бы первым альбомом, в котором был бы представлен самый продолжительный состав группы. На альбоме впервые Дирк Шлехтер сыграл на басу, Хеньо Рихтер — на гитаре, а Дан Циммерман — на барабанах.
Трек «Watcher in the Sky» был записан Iron Savior и появился на их одноимённом альбоме 1997 года. В нём участвуют Пит Зильк на гитаре и дополнительном вокале и Томен Штаух на барабанах.
Трек «No Stranger (Another Day in Life)» изначально был написан как вклад в сольный альбом Михэля Киске, но поскольку Киске отверг его как «слишком тяжёлый», Хансен вместо этого решил записать его с Gamma Ray.
«Miracle», по сути, является стилизованной версией «Man on a Mission» с предыдущего альбома Gamma Ray «Land of the Free». В нём очень похожие тексты, идентичный припев и похожие последовательности аккордов, но в более медленном темпе.
Песня «Men, Martians and Machines» начинается с «пяти тонов» из фильма 1977 года «Близкие контакты третьей степени».

## Лирические концепции
«Beyond the Black Hole» о путешествии в неизведанное пространство с целью обнаружения чёрных дыр.
«Somewhere Out in Space» о научно-фантастической франшизе «Звёздный путь».
«The Landing» и «Valley of the Kings» о прибытии инопланетян на Землю миллионы лет назад.
«Pray» рассказывает о конце надежды на спасение человеческой расы от вымирания.
«Shine On» рассказывает о теории о том, что внеземная жизнь посетила Землю задолго до этого и посеяла семена человечества.
| Оценки критиков                  | Оценки критиков |
| Источник                         | Оценка          |
| -------------------------------- | --------------- |
| AllMusic                         | 4/5             |
| Collector's Guide to Heavy Metal | 8/10            |
| Sputnikmusic                     | 5.0/5           |

## Список композиций
Все текста написаны Каем Хансеном, кроме отмеченных
| №   | Название                                 | Автор музыки               | Длина |
| --- | ---------------------------------------- | -------------------------- | ----- |
| 1.  | «Beyond the Black Hole»                  | Хансен, Шлехтер, Циммерман | 6:00  |
| 2.  | «Men, Martians and Machines»             | Хансен                     | 3:52  |
| 3.  | «No Stranger (Another Day in Life)»      | Хансен                     | 3:35  |
| 4.  | «Somewhere Out in Space»                 | Хансен                     | 5:27  |
| 5.  | «The Guardians of Mankind» (Рихтер)      | Рихтер                     | 5:01  |
| 6.  | «The Landing»                            | Шлехтер                    | 1:16  |
| 7.  | «Valley of the Kings»                    | Хансен                     | 3:51  |
| 8.  | «Pray»                                   | Шлехтер                    | 4:45  |
| 9.  | «The Winged Horse» (Рихтер)              | Рихтер                     | 7:02  |
| 10. | «Cosmic Chaos» (инструментал)            | Циммерман                  | 0:48  |
| 11. | «Lost in the Future»                     | Шлехтер                    | 3:40  |
| 12. | «Watcher in the Sky» (Хансен, Пит Зильк) | Хансен, Зильк              | 5:19  |
| 13. | «Rising Star» (инструментал)             | Шлехтер                    | 0:51  |
| 14. | «Shine On»                               | Шлехтер                    | 6:52  |

| №   | Название                               | Текст                    | Музыки         | Длина |
| --- | -------------------------------------- | ------------------------ | -------------- | ----- |
| 15. | «Return to Fantasy» (Uriah Heep cover) | David Byron, Ken Hensley | Byron, Hensley | 5:16  |

| №   | Название                                 | Текст                                              | Музыка                           | Длина |
| --- | ---------------------------------------- | -------------------------------------------------- | -------------------------------- | ----- |
| 15. | «Return to Fantasy» (Uriah Heep cover)   | Byron, Hensley                                     | Byron, Hensley                   | 5:16  |
| 16. | «Miracle»                                | Хансен                                             | Хансен                           | 7:17  |
| 17. | «Victim of Changes» (Judas Priest cover) | Al Atkins, K.K. Downing, Rob Halford, Glenn Tipton | Atkins, Downing, Halford, Tipton | 7:23  |

- «Miracle» также есть на Silent Miracles EP.
- «Victim of Changes» также есть на Valley of the Kings EP.

## Участники записи
Gamma Ray
- Кай Хансен — вокал, гитара, продюсер, инжиниринг, миксинг треков 4, 7, 9
- Хенйо Рихтер — гитара, клавишные
- Дирк Шлехтер — бас-гитара, гитара, продюсер, инжиниринг, миксинг треков 4, 7, 9
- Дан Циммерман — барабаны

Приглашенные музыканты
- Пит Зильк — вокал и гитара в песне12
- Томен Штаух — барабаны в песне 12

Продакшн
- Чарли Бауэрфейнд — миксинг
- Ральф Линднер — мастеринг

## Чарты
| Чарт (1997)                         | Наивысшая позиция |
| ----------------------------------- | ----------------- |
| Финляндия (Suomen virallinen lista) | 17                |
| Германия (Offizielle Top 100)       | 39                |
| Япония (Oricon)                     | 22                |
| Швеция (Sverigetopplistan)          | 59                |